# Robert de Cotte
Pour les articles homonymes, voir Cotte.
Robert de Cotte est un architecte français né en 1656 et mort le 15 juillet 1735 à Passy. Il est l'un des grands architectes français dans la lignée des Mansart : il sera l'élève de Jules Hardouin-Mansart, avant de devenir son beau-frère et son principal collaborateur.

## Biographie
Robert de Cotte appartient à une dynastie d’architectes :  Frémin de Cotte, son grand-père est architecte et maître maçon sous le règne de Louis XIII. Son père, Charles,  est dit architecte mais il  ne semble toutefois pas qu’il exerça  réellement.  Il est élevé par sa mère, après le décès de son père en 1662. À partir de 1674 il est aux côtés de Jules Hardouin-Mansart.
Robert de Cotte fut reçu en 1687 à l'Académie royale d'architecture et devint en 1708 Premier architecte du Roi et directeur de l'Académie. C'est ainsi qu'il achève la chapelle du château de Versailles, inaugurée en 1710. C'est un grand constructeur, consulté par beaucoup d'architectes européens (comme Johann Balthasar Neumann pour la Résidence de Würzburg), mais également un grand décorateur et ses bâtiments furent autant appréciés pour leur style que pour leur aménagement. Il a beaucoup contribué au rayonnement de l'architecture française en Europe, même s'il ne se déplaçait que rarement en dehors de Paris. Une de ses grandes œuvres est le palais des Thurn und Taxis en Allemagne, dont il dessine les plans ; détruit lors de la Seconde Guerre mondiale, il est reconstruit en 2010.
Il forma à l'architecture les petits-fils d'Hardouin-Mansart, Jean Mansart de Jouy et Jacques Hardouin-Mansart de Sagonne, l'agence étant située dans l'hôtel de Sagonne, rue des Tournelles, à Paris.
Décédé à Passy, il est porté à l'église Saint-Germain-l'Auxerrois pour y être inhumé en présence de ses deux fils Jules-Robert et Jean-Armand.

## Famille
- Robert de Cotte est marié à Catherine Bodin,
  - Jules-Robert de Cotte, seigneur de Château-Gontier, suit les pas de son père comme architecte du roi, intendant des bâtiments, jardins, arts et manufactures, directeur de la monnaie, conseiller amateur à l'Académie royale en 1710.
  - Jean-Armand de Cotte est prêtre, docteur de Sorbonne, chanoine de l'église de Paris et abbé de Saint-Seurinet et de Lonlay (actes d'état civil Saint-Germain-l'Auxerrois).
  - Marie Anne Catherine de Cotte, mariée à Charles Louis Thourou, conseiller du roi, trésorier receveur général et payeur des rentes de l'Hôtel-de-Ville de Paris,
    - Louis-François Thourou de Moranzel (né à Paris le 11 janvier 1709-1780), architecte, membre de l'Académie royale d'architecture en 1756[2]. Il est mort en 1780, car son épouse, Marie-Anne Robusse, reçoit cette année-là une pension de 1 500 livres de la Maison du Roi en considération de feu son mari, ancien contrôleur des bâtiments du roi à Fontainebleau[3].

## Œuvres architecturales
- Pavillon du gouverneur de la machine de Marly ou Château de Madame du Barry à Louveciennes, 1683 ;
- Palais de Tau, Reims à partir de 1669 ;
- Église Saint-Charles-Borromée, Sedan, 1685 ;
- Hôtel du Lude, à Paris, rue Saint-Dominique (détruit en 1861) ;
- Reconstruction de l'abbaye de Saint-Denis. Il commença par la façade orientale en 1701. Le bâtiment fait partie aujourd'hui de la Maison d'éducation de la Légion d'honneur à Saint-Denis.
- Hôtel de Bourvallais, 1702. Actuel ministère de la justice
- Hôtel d'Estrées, no 79 rue de Grenelle, Paris (1710)[4],[5],[6] ;
- Transformations de l'hôtel de La Vrillière, rue de la Vrillière, Paris, pour le comte de Toulouse (1715) ;
- Contributions à l'hôtel du Maine (1713-16) ;
- Redécoration de la galerie dorée de l'hôtel de Toulouse (1714-1719)
- Le haras du Pin (1715-1730) ;
- Hôtel de Bourbon (1717) ;
- Petit hôtel de Villars (1717-1722), 118, rue de Grenelle à Paris, dépendance du grand hôtel de Villars ;
- Chapelle de l'abbaye-aux-Bois (1718)[7] ;
- Fontaine de la Samaritaine sur le pont Neuf ;
- Château d'eau du Palais-Royal (1719) ;
- Décoration pour le chœur de Notre-Dame à Paris ;
- Hôtel de Brionne, 1734, hôtel particulier à Paris ;
- Château de Bonn ;
- Château de Poppelsdorf à Poppelsdorf ;
- Châteaux d'Augustusburg et de Falkenlust à Brühl ;
- Château de Schleissheim, près de Munich ;
- Plans du château de Rivoli, en Italie ;
- Plans du pavillon de chasse de la Vénerie, près de Turin ;
- Restauration de l'hôtel de ville de Lyon ;
- Aménagement de la place Bellecour ;
- Palais épiscopal de Châlons-en-Champagne (1719-1720), plans du palais qui ne fut jamais terminé[8] ;
- Palais épiscopal de Verdun (1725–1763) ;
- Château des Rohan transformation du château des Rohan en palais épiscopal au début du XVIIIe siècle ;
- Palais épiscopal de Strasbourg (1728-1741) ;
- Plans de l'hôtel de la Tour d'Aigues, dit de Caumont, Aix-en-Provence (v. 1720).
- Donne les plans de l'église de l'abbaye cistercienne de Prières à Billiers construite de 1716 à 1723 (partiellement détruite)

## Généalogie simplifiée
|                                     |                                     |                                     |                                     |                                     |                                     |  |  |                                            |                                            |                                            |                                            |                                            |                                            |                                   |                                   |                                   |                                   | Jehan Mansart (maître maçon)    | Jehan Mansart (maître maçon)    | Jehan Mansart (maître maçon)    | Jehan Mansart (maître maçon)    | Jehan Mansart (maître maçon)  | Jehan Mansart (maître maçon)  |                              |                              |                              |                              |                               |                               | Jacques Le Roy (maître maçon) | Jacques Le Roy (maître maçon) | Jacques Le Roy (maître maçon)              | Jacques Le Roy (maître maçon)              | Jacques Le Roy (maître maçon)              | Jacques Le Roy (maître maçon)              |                                                   |                                                   |                                                   |                                                   |                                                                       |                                                                       |                                                                       |                                                                       |                                                                       |                                                                       |  |  |                 |                 |                 |                 |                                    |                                    |                                    |                                    |                                                |                                                |                                                |                                                |                                                |                                                |  |  |                             |                             |                             |                             |                             |                             |  |  |
|                                     |                                     |                                     |                                     |                                     |                                     |  |  |                                            |                                            |                                            |                                            |                                            |                                            |                                   |                                   |                                   |                                   | Jehan Mansart (maître maçon)    | Jehan Mansart (maître maçon)    | Jehan Mansart (maître maçon)    | Jehan Mansart (maître maçon)    | Jehan Mansart (maître maçon)  | Jehan Mansart (maître maçon)  |                              |                              |                              |                              |                               |                               | Jacques Le Roy (maître maçon) | Jacques Le Roy (maître maçon) | Jacques Le Roy (maître maçon)              | Jacques Le Roy (maître maçon)              | Jacques Le Roy (maître maçon)              | Jacques Le Roy (maître maçon)              |                                                   |                                                   |                                                   |                                                   |                                                                       |                                                                       |                                                                       |                                                                       |                                                                       |                                                                       |  |  |                 |                 |                 |                 |                                    |                                    |                                    |                                    |                                                |                                                |                                                |                                                |                                                |                                                |  |  |                             |                             |                             |                             |                             |                             |  |  |
|                                     |                                     |                                     |                                     |                                     |                                     |  |  |                                            |                                            |                                            |                                            |                                            |                                            |                                   |                                   |                                   |                                   | Absalon Mansart (charpentier)   | Absalon Mansart (charpentier)   | Absalon Mansart (charpentier)   | Absalon Mansart (charpentier)   | Absalon Mansart (charpentier) | Absalon Mansart (charpentier) |                              |                              |                              |                              |                               |                               | Michelle Le Roy               | Michelle Le Roy               | Michelle Le Roy                            | Michelle Le Roy                            | Michelle Le Roy                            | Michelle Le Roy                            |                                                   |                                                   |                                                   |                                                   |                                                                       |                                                                       |                                                                       |                                                                       |                                                                       |                                                                       |  |  |                 |                 |                 |                 |                                    |                                    |                                    |                                    |                                                |                                                |                                                |                                                |                                                |                                                |  |  |                             |                             |                             |                             |                             |                             |  |  |
|                                     |                                     |                                     |                                     |                                     |                                     |  |  |                                            |                                            |                                            |                                            |                                            |                                            |                                   |                                   |                                   |                                   | Absalon Mansart (charpentier)   | Absalon Mansart (charpentier)   | Absalon Mansart (charpentier)   | Absalon Mansart (charpentier)   | Absalon Mansart (charpentier) | Absalon Mansart (charpentier) |                              |                              |                              |                              |                               |                               | Michelle Le Roy               | Michelle Le Roy               | Michelle Le Roy                            | Michelle Le Roy                            | Michelle Le Roy                            | Michelle Le Roy                            |                                                   |                                                   |                                                   |                                                   |                                                                       |                                                                       |                                                                       |                                                                       |                                                                       |                                                                       |  |  |                 |                 |                 |                 |                                    |                                    |                                    |                                    |                                                |                                                |                                                |                                                |                                                |                                                |  |  |                             |                             |                             |                             |                             |                             |  |  |
|                                     |                                     |                                     |                                     |                                     |                                     |  |  |                                            |                                            |                                            |                                            |                                            |                                            |                                   |                                   |                                   |                                   |                                 |                                 |                                 |                                 |                               |                               |                              |                              |                              |                              |                               |                               |                               |                               |                                            |                                            |                                            |                                            |                                                   |                                                   |                                                   |                                                   |                                                                       |                                                                       |                                                                       |                                                                       |                                                                       |                                                                       |  |  |                 |                 |                 |                 |                                    |                                    |                                    |                                    |                                                |                                                |                                                |                                                |                                                |                                                |  |  |                             |                             |                             |                             |                             |                             |  |  |
|                                     |                                     |                                     |                                     |                                     |                                     |  |  |                                            |                                            |                                            |                                            |                                            |                                            |                                   |                                   |                                   |                                   |                                 |                                 |                                 |                                 |                               |                               |                              |                              |                              |                              |                               |                               |                               |                               |                                            |                                            |                                            |                                            |                                                   |                                                   |                                                   |                                                   |                                                                       |                                                                       |                                                                       |                                                                       |                                                                       |                                                                       |  |  |                 |                 |                 |                 |                                    |                                    |                                    |                                    |                                                |                                                |                                                |                                                |                                                |                                                |  |  |                             |                             |                             |                             |                             |                             |  |  |
|                                     |                                     |                                     |                                     |                                     |                                     |  |  | Germain Gaultier (sculpteur et architecte) | Germain Gaultier (sculpteur et architecte) | Germain Gaultier (sculpteur et architecte) | Germain Gaultier (sculpteur et architecte) | Germain Gaultier (sculpteur et architecte) | Germain Gaultier (sculpteur et architecte) |                                   |                                   |                                   |                                   |                                 |                                 | Marie Mansart                   | Marie Mansart                   | Marie Mansart                 | Marie Mansart                 | Marie Mansart                | Marie Mansart                |                              |                              | François Mansart (architecte) | François Mansart (architecte) | François Mansart (architecte) | François Mansart (architecte) | François Mansart (architecte)              | François Mansart (architecte)              |                                            |                                            |                                                   |                                                   |                                                   |                                                   |                                                                       |                                                                       |                                                                       |                                                                       |                                                                       |                                                                       |  |  |                 |                 |                 |                 |                                    |                                    |                                    |                                    | Frémin de Cotte (ingénieur, architecte du roi) | Frémin de Cotte (ingénieur, architecte du roi) | Frémin de Cotte (ingénieur, architecte du roi) | Frémin de Cotte (ingénieur, architecte du roi) | Frémin de Cotte (ingénieur, architecte du roi) | Frémin de Cotte (ingénieur, architecte du roi) |  |  |                             |                             |                             |                             |                             |                             |  |  |
|                                     |                                     |                                     |                                     |                                     |                                     |  |  | Germain Gaultier (sculpteur et architecte) | Germain Gaultier (sculpteur et architecte) | Germain Gaultier (sculpteur et architecte) | Germain Gaultier (sculpteur et architecte) | Germain Gaultier (sculpteur et architecte) | Germain Gaultier (sculpteur et architecte) |                                   |                                   |                                   |                                   |                                 |                                 | Marie Mansart                   | Marie Mansart                   | Marie Mansart                 | Marie Mansart                 | Marie Mansart                | Marie Mansart                |                              |                              | François Mansart (architecte) | François Mansart (architecte) | François Mansart (architecte) | François Mansart (architecte) | François Mansart (architecte)              | François Mansart (architecte)              |                                            |                                            |                                                   |                                                   |                                                   |                                                   |                                                                       |                                                                       |                                                                       |                                                                       |                                                                       |                                                                       |  |  |                 |                 |                 |                 |                                    |                                    |                                    |                                    | Frémin de Cotte (ingénieur, architecte du roi) | Frémin de Cotte (ingénieur, architecte du roi) | Frémin de Cotte (ingénieur, architecte du roi) | Frémin de Cotte (ingénieur, architecte du roi) | Frémin de Cotte (ingénieur, architecte du roi) | Frémin de Cotte (ingénieur, architecte du roi) |  |  |                             |                             |                             |                             |                             |                             |  |  |
|                                     |                                     |                                     |                                     |                                     |                                     |  |  |                                            |                                            |                                            |                                            |                                            |                                            |                                   |                                   |                                   |                                   |                                 |                                 |                                 |                                 |                               |                               |                              |                              |                              |                              |                               |                               |                               |                               |                                            |                                            |                                            |                                            |                                                   |                                                   |                                                   |                                                   |                                                                       |                                                                       |                                                                       |                                                                       |                                                                       |                                                                       |  |  |                 |                 |                 |                 |                                    |                                    |                                    |                                    |                                                |                                                |                                                |                                                |                                                |                                                |  |  |                             |                             |                             |                             |                             |                             |  |  |
|                                     |                                     |                                     |                                     |                                     |                                     |  |  |                                            |                                            |                                            |                                            |                                            |                                            |                                   |                                   |                                   |                                   |                                 |                                 |                                 |                                 |                               |                               |                              |                              |                              |                              |                               |                               |                               |                               |                                            |                                            |                                            |                                            |                                                   |                                                   |                                                   |                                                   |                                                                       |                                                                       |                                                                       |                                                                       |                                                                       |                                                                       |  |  |                 |                 |                 |                 |                                    |                                    |                                    |                                    |                                                |                                                |                                                |                                                |                                                |                                                |  |  |                             |                             |                             |                             |                             |                             |  |  |
|                                     |                                     |                                     |                                     |                                     |                                     |  |  |                                            |                                            |                                            |                                            |                                            |                                            |                                   |                                   |                                   |                                   |                                 |                                 |                                 |                                 |                               |                               |                              |                              |                              |                              |                               |                               |                               |                               |                                            |                                            |                                            |                                            |                                                   |                                                   |                                                   |                                                   |                                                                       |                                                                       |                                                                       |                                                                       |                                                                       |                                                                       |  |  |                 |                 |                 |                 |                                    |                                    |                                    |                                    |                                                |                                                |                                                |                                                |                                                |                                                |  |  |                             |                             |                             |                             |                             |                             |  |  |
| Edme Delisle (peintre)              | Edme Delisle (peintre)              | Edme Delisle (peintre)              | Edme Delisle (peintre)              | Edme Delisle (peintre)              | Edme Delisle (peintre)              |  |  | Michelle Gaultier                          | Michelle Gaultier                          | Michelle Gaultier                          | Michelle Gaultier                          | Michelle Gaultier                          | Michelle Gaultier                          |                                   |                                   |                                   |                                   |                                 |                                 | Marie Gaultier                  | Marie Gaultier                  | Marie Gaultier                | Marie Gaultier                | Marie Gaultier               | Marie Gaultier               |                              |                              |                               |                               |                               |                               | Raphaël Hardouin (peintre)                 | Raphaël Hardouin (peintre)                 | Raphaël Hardouin (peintre)                 | Raphaël Hardouin (peintre)                 | Raphaël Hardouin (peintre)                        | Raphaël Hardouin (peintre)                        |                                                   |                                                   | Nicolas Bodin (Conseiller du roi, Trésorier de la Prévôté de l'Hôtel) | Nicolas Bodin (Conseiller du roi, Trésorier de la Prévôté de l'Hôtel) | Nicolas Bodin (Conseiller du roi, Trésorier de la Prévôté de l'Hôtel) | Nicolas Bodin (Conseiller du roi, Trésorier de la Prévôté de l'Hôtel) | Nicolas Bodin (Conseiller du roi, Trésorier de la Prévôté de l'Hôtel) | Nicolas Bodin (Conseiller du roi, Trésorier de la Prévôté de l'Hôtel) |  |  | Madeleine Adam  | Madeleine Adam  | Madeleine Adam  | Madeleine Adam  | Madeleine Adam                     | Madeleine Adam                     |                                    |                                    | Charles de Cotte                               | Charles de Cotte                               | Charles de Cotte                               | Charles de Cotte                               | Charles de Cotte                               | Charles de Cotte                               |  |  | Anne Du Fay                 | Anne Du Fay                 | Anne Du Fay                 | Anne Du Fay                 | Anne Du Fay                 | Anne Du Fay                 |  |  |
| Edme Delisle (peintre)              | Edme Delisle (peintre)              | Edme Delisle (peintre)              | Edme Delisle (peintre)              | Edme Delisle (peintre)              | Edme Delisle (peintre)              |  |  | Michelle Gaultier                          | Michelle Gaultier                          | Michelle Gaultier                          | Michelle Gaultier                          | Michelle Gaultier                          | Michelle Gaultier                          |                                   |                                   |                                   |                                   |                                 |                                 | Marie Gaultier                  | Marie Gaultier                  | Marie Gaultier                | Marie Gaultier                | Marie Gaultier               | Marie Gaultier               |                              |                              |                               |                               |                               |                               | Raphaël Hardouin (peintre)                 | Raphaël Hardouin (peintre)                 | Raphaël Hardouin (peintre)                 | Raphaël Hardouin (peintre)                 | Raphaël Hardouin (peintre)                        | Raphaël Hardouin (peintre)                        |                                                   |                                                   | Nicolas Bodin (Conseiller du roi, Trésorier de la Prévôté de l'Hôtel) | Nicolas Bodin (Conseiller du roi, Trésorier de la Prévôté de l'Hôtel) | Nicolas Bodin (Conseiller du roi, Trésorier de la Prévôté de l'Hôtel) | Nicolas Bodin (Conseiller du roi, Trésorier de la Prévôté de l'Hôtel) | Nicolas Bodin (Conseiller du roi, Trésorier de la Prévôté de l'Hôtel) | Nicolas Bodin (Conseiller du roi, Trésorier de la Prévôté de l'Hôtel) |  |  | Madeleine Adam  | Madeleine Adam  | Madeleine Adam  | Madeleine Adam  | Madeleine Adam                     | Madeleine Adam                     |                                    |                                    | Charles de Cotte                               | Charles de Cotte                               | Charles de Cotte                               | Charles de Cotte                               | Charles de Cotte                               | Charles de Cotte                               |  |  | Anne Du Fay                 | Anne Du Fay                 | Anne Du Fay                 | Anne Du Fay                 | Anne Du Fay                 | Anne Du Fay                 |  |  |
|                                     |                                     |                                     |                                     |                                     |                                     |  |  |                                            |                                            |                                            |                                            |                                            |                                            |                                   |                                   |                                   |                                   |                                 |                                 |                                 |                                 |                               |                               |                              |                              |                              |                              |                               |                               |                               |                               |                                            |                                            |                                            |                                            |                                                   |                                                   |                                                   |                                                   |                                                                       |                                                                       |                                                                       |                                                                       |                                                                       |                                                                       |  |  |                 |                 |                 |                 |                                    |                                    |                                    |                                    |                                                |                                                |                                                |                                                |                                                |                                                |  |  |                             |                             |                             |                             |                             |                             |  |  |
|                                     |                                     |                                     |                                     |                                     |                                     |  |  |                                            |                                            |                                            |                                            |                                            |                                            |                                   |                                   |                                   |                                   |                                 |                                 |                                 |                                 |                               |                               |                              |                              |                              |                              |                               |                               |                               |                               |                                            |                                            |                                            |                                            |                                                   |                                                   |                                                   |                                                   |                                                                       |                                                                       |                                                                       |                                                                       |                                                                       |                                                                       |  |  |                 |                 |                 |                 |                                    |                                    |                                    |                                    |                                                |                                                |                                                |                                                |                                                |                                                |  |  |                             |                             |                             |                             |                             |                             |  |  |
|                                     |                                     |                                     |                                     |                                     |                                     |  |  |                                            |                                            |                                            |                                            |                                            |                                            |                                   |                                   |                                   |                                   |                                 |                                 |                                 |                                 |                               |                               |                              |                              |                              |                              |                               |                               |                               |                               |                                            |                                            |                                            |                                            |                                                   |                                                   |                                                   |                                                   |                                                                       |                                                                       |                                                                       |                                                                       |                                                                       |                                                                       |  |  |                 |                 |                 |                 |                                    |                                    |                                    |                                    |                                                |                                                |                                                |                                                |                                                |                                                |  |  |                             |                             |                             |                             |                             |                             |  |  |
| Pierre Delisle-Mansart (architecte) | Pierre Delisle-Mansart (architecte) | Pierre Delisle-Mansart (architecte) | Pierre Delisle-Mansart (architecte) | Pierre Delisle-Mansart (architecte) | Pierre Delisle-Mansart (architecte) |  |  | Marie Delisle                              | Marie Delisle                              | Marie Delisle                              | Marie Delisle                              | Marie Delisle                              | Marie Delisle                              |                                   |                                   | Jacques IV Gabriel (architecte)   | Jacques IV Gabriel (architecte)   | Jacques IV Gabriel (architecte) | Jacques IV Gabriel (architecte) | Jacques IV Gabriel (architecte) | Jacques IV Gabriel (architecte) |                               |                               | Michel Hardouin (architecte) | Michel Hardouin (architecte) | Michel Hardouin (architecte) | Michel Hardouin (architecte) | Michel Hardouin (architecte)  | Michel Hardouin (architecte)  |                               |                               | Jules Hardouin-Mansart (architecte)        | Jules Hardouin-Mansart (architecte)        | Jules Hardouin-Mansart (architecte)        | Jules Hardouin-Mansart (architecte)        | Jules Hardouin-Mansart (architecte)               | Jules Hardouin-Mansart (architecte)               |                                                   |                                                   | Anne Bodin                                                            | Anne Bodin                                                            | Anne Bodin                                                            | Anne Bodin                                                            | Anne Bodin                                                            | Anne Bodin                                                            |  |  | Catherine Bodin | Catherine Bodin | Catherine Bodin | Catherine Bodin | Catherine Bodin                    | Catherine Bodin                    |                                    |                                    | Robert de Cotte (architecte)                   | Robert de Cotte (architecte)                   | Robert de Cotte (architecte)                   | Robert de Cotte (architecte)                   | Robert de Cotte (architecte)                   | Robert de Cotte (architecte)                   |  |  | Louis de Cotte (architecte) | Louis de Cotte (architecte) | Louis de Cotte (architecte) | Louis de Cotte (architecte) | Louis de Cotte (architecte) | Louis de Cotte (architecte) |  |  |
| Pierre Delisle-Mansart (architecte) | Pierre Delisle-Mansart (architecte) | Pierre Delisle-Mansart (architecte) | Pierre Delisle-Mansart (architecte) | Pierre Delisle-Mansart (architecte) | Pierre Delisle-Mansart (architecte) |  |  | Marie Delisle                              | Marie Delisle                              | Marie Delisle                              | Marie Delisle                              | Marie Delisle                              | Marie Delisle                              |                                   |                                   | Jacques IV Gabriel (architecte)   | Jacques IV Gabriel (architecte)   | Jacques IV Gabriel (architecte) | Jacques IV Gabriel (architecte) | Jacques IV Gabriel (architecte) | Jacques IV Gabriel (architecte) |                               |                               | Michel Hardouin (architecte) | Michel Hardouin (architecte) | Michel Hardouin (architecte) | Michel Hardouin (architecte) | Michel Hardouin (architecte)  | Michel Hardouin (architecte)  |                               |                               | Jules Hardouin-Mansart (architecte)        | Jules Hardouin-Mansart (architecte)        | Jules Hardouin-Mansart (architecte)        | Jules Hardouin-Mansart (architecte)        | Jules Hardouin-Mansart (architecte)               | Jules Hardouin-Mansart (architecte)               |                                                   |                                                   | Anne Bodin                                                            | Anne Bodin                                                            | Anne Bodin                                                            | Anne Bodin                                                            | Anne Bodin                                                            | Anne Bodin                                                            |  |  | Catherine Bodin | Catherine Bodin | Catherine Bodin | Catherine Bodin | Catherine Bodin                    | Catherine Bodin                    |                                    |                                    | Robert de Cotte (architecte)                   | Robert de Cotte (architecte)                   | Robert de Cotte (architecte)                   | Robert de Cotte (architecte)                   | Robert de Cotte (architecte)                   | Robert de Cotte (architecte)                   |  |  | Louis de Cotte (architecte) | Louis de Cotte (architecte) | Louis de Cotte (architecte) | Louis de Cotte (architecte) | Louis de Cotte (architecte) | Louis de Cotte (architecte) |  |  |
|                                     |                                     |                                     |                                     |                                     |                                     |  |  |                                            |                                            |                                            |                                            |                                            |                                            |                                   |                                   |                                   |                                   |                                 |                                 |                                 |                                 |                               |                               |                              |                              |                              |                              |                               |                               |                               |                               |                                            |                                            |                                            |                                            |                                                   |                                                   |                                                   |                                                   |                                                                       |                                                                       |                                                                       |                                                                       |                                                                       |                                                                       |  |  |                 |                 |                 |                 |                                    |                                    |                                    |                                    |                                                |                                                |                                                |                                                |                                                |                                                |  |  |                             |                             |                             |                             |                             |                             |  |  |
|                                     |                                     |                                     |                                     |                                     |                                     |  |  |                                            |                                            |                                            |                                            | Jacques V Gabriel (architecte)             | Jacques V Gabriel (architecte)             | Jacques V Gabriel (architecte)    | Jacques V Gabriel (architecte)    | Jacques V Gabriel (architecte)    | Jacques V Gabriel (architecte)    |                                 |                                 |                                 |                                 |                               |                               |                              |                              |                              |                              |                               |                               |                               |                               |                                            |                                            |                                            |                                            | Jacques Hardouin-Mansart (Président au Parlement) | Jacques Hardouin-Mansart (Président au Parlement) | Jacques Hardouin-Mansart (Président au Parlement) | Jacques Hardouin-Mansart (Président au Parlement) | Jacques Hardouin-Mansart (Président au Parlement)                     | Jacques Hardouin-Mansart (Président au Parlement)                     |                                                                       |                                                                       |                                                                       |                                                                       |  |  |                 |                 |                 |                 | Jules-Robert de Cotte (architecte) | Jules-Robert de Cotte (architecte) | Jules-Robert de Cotte (architecte) | Jules-Robert de Cotte (architecte) | Jules-Robert de Cotte (architecte)             | Jules-Robert de Cotte (architecte)             |                                                |                                                |                                                |                                                |  |  |                             |                             |                             |                             |                             |                             |  |  |
|                                     |                                     |                                     |                                     |                                     |                                     |  |  |                                            |                                            |                                            |                                            | Jacques V Gabriel (architecte)             | Jacques V Gabriel (architecte)             | Jacques V Gabriel (architecte)    | Jacques V Gabriel (architecte)    | Jacques V Gabriel (architecte)    | Jacques V Gabriel (architecte)    |                                 |                                 |                                 |                                 |                               |                               |                              |                              |                              |                              |                               |                               |                               |                               |                                            |                                            |                                            |                                            | Jacques Hardouin-Mansart (Président au Parlement) | Jacques Hardouin-Mansart (Président au Parlement) | Jacques Hardouin-Mansart (Président au Parlement) | Jacques Hardouin-Mansart (Président au Parlement) | Jacques Hardouin-Mansart (Président au Parlement)                     | Jacques Hardouin-Mansart (Président au Parlement)                     |                                                                       |                                                                       |                                                                       |                                                                       |  |  |                 |                 |                 |                 | Jules-Robert de Cotte (architecte) | Jules-Robert de Cotte (architecte) | Jules-Robert de Cotte (architecte) | Jules-Robert de Cotte (architecte) | Jules-Robert de Cotte (architecte)             | Jules-Robert de Cotte (architecte)             |                                                |                                                |                                                |                                                |  |  |                             |                             |                             |                             |                             |                             |  |  |
|                                     |                                     |                                     |                                     |                                     |                                     |  |  |                                            |                                            |                                            |                                            |                                            |                                            |                                   |                                   |                                   |                                   |                                 |                                 |                                 |                                 |                               |                               |                              |                              |                              |                              |                               |                               |                               |                               |                                            |                                            |                                            |                                            |                                                   |                                                   |                                                   |                                                   |                                                                       |                                                                       |                                                                       |                                                                       |                                                                       |                                                                       |  |  |                 |                 |                 |                 |                                    |                                    |                                    |                                    |                                                |                                                |                                                |                                                |                                                |                                                |  |  |                             |                             |                             |                             |                             |                             |  |  |
|                                     |                                     |                                     |                                     |                                     |                                     |  |  |                                            |                                            |                                            |                                            | Ange-Jacques Gabriel (architecte)          | Ange-Jacques Gabriel (architecte)          | Ange-Jacques Gabriel (architecte) | Ange-Jacques Gabriel (architecte) | Ange-Jacques Gabriel (architecte) | Ange-Jacques Gabriel (architecte) |                                 |                                 |                                 |                                 |                               |                               |                              |                              |                              |                              |                               |                               |                               |                               | Jean Hardouin-Mansart de Jouy (architecte) | Jean Hardouin-Mansart de Jouy (architecte) | Jean Hardouin-Mansart de Jouy (architecte) | Jean Hardouin-Mansart de Jouy (architecte) | Jean Hardouin-Mansart de Jouy (architecte)        | Jean Hardouin-Mansart de Jouy (architecte)        |                                                   |                                                   | Jacques Hardouin-Mansart de Sagonne (architecte)                      | Jacques Hardouin-Mansart de Sagonne (architecte)                      | Jacques Hardouin-Mansart de Sagonne (architecte)                      | Jacques Hardouin-Mansart de Sagonne (architecte)                      | Jacques Hardouin-Mansart de Sagonne (architecte)                      | Jacques Hardouin-Mansart de Sagonne (architecte)                      |  |  |                 |                 |                 |                 |                                    |                                    |                                    |                                    |                                                |                                                |                                                |                                                |                                                |                                                |  |  |                             |                             |                             |                             |                             |                             |  |  |
|                                     |                                     |                                     |                                     |                                     |                                     |  |  |                                            |                                            |                                            |                                            | Ange-Jacques Gabriel (architecte)          | Ange-Jacques Gabriel (architecte)          | Ange-Jacques Gabriel (architecte) | Ange-Jacques Gabriel (architecte) | Ange-Jacques Gabriel (architecte) | Ange-Jacques Gabriel (architecte) |                                 |                                 |                                 |                                 |                               |                               |                              |                              |                              |                              |                               |                               |                               |                               | Jean Hardouin-Mansart de Jouy (architecte) | Jean Hardouin-Mansart de Jouy (architecte) | Jean Hardouin-Mansart de Jouy (architecte) | Jean Hardouin-Mansart de Jouy (architecte) | Jean Hardouin-Mansart de Jouy (architecte)        | Jean Hardouin-Mansart de Jouy (architecte)        |                                                   |                                                   | Jacques Hardouin-Mansart de Sagonne (architecte)                      | Jacques Hardouin-Mansart de Sagonne (architecte)                      | Jacques Hardouin-Mansart de Sagonne (architecte)                      | Jacques Hardouin-Mansart de Sagonne (architecte)                      | Jacques Hardouin-Mansart de Sagonne (architecte)                      | Jacques Hardouin-Mansart de Sagonne (architecte)                      |  |  |                 |                 |                 |                 |                                    |                                    |                                    |                                    |                                                |                                                |                                                |                                                |                                                |                                                |  |  |                             |                             |                             |                             |                             |                             |  |  |
|                                     |                                     |                                     |                                     |                                     |                                     |  |  |                                            |                                            |                                            |                                            | Ange-Antoine Gabriel (architecte)          |                                            |                                   |                                   |                                   |                                   |                                 |                                 |                                 |                                 |                               |                               |                              |                              |                              |                              |                               |                               |                               |                               |                                            |                                            |                                            |                                            |                                                   |                                                   |                                                   |                                                   |                                                                       |                                                                       |                                                                       |                                                                       |                                                                       |                                                                       |  |  |                 |                 |                 |                 |                                    |                                    |                                    |                                    |                                                |                                                |                                                |                                                |                                                |                                                |  |  |                             |                             |                             |                             |                             |                             |  |  |

### Sources et bibliographie
- Michel Gallet, Les architectes parisiens du XVIIIe siècle. Dictionnaire biographique et critique, p. 146-159, Éditions Mengès, Paris, 1995  (ISBN 2-8562-0370-1)
- Bernard Oudin, Dictionnaire des architectes, p. 122-123, Seghers, Paris, 1994  (ISBN 2-232-10398-6)
- Gérard Rousset-Charny, Cotte Robert de (1656-1735), p. 189-192, dans Dictionnaire des architectes, Encyclopædia Universalis et Albin Michel, Paris, 1999  (ISBN 978-2-226109521)
- Le fonds de dessins et de manuscrits de Robert de Cotte est au département des estampes et de la photographie Bibliothèque nationale de France. François Fossier en a fait l'inventaire dans la base de données BN-Opale+.
- Fossier (François), Les dessins du fonds Robert de Cotte de la Bibliothèque nationale de France : architecture et décor. - Paris : Bibliothèque nationale de France ; Rome : École française de Rome, 1997 (61-Alençon : Impr. alençonnaise). - 795 p. : ill. en noir et en coul. ; 29 cm. - (Bibliothèque des Écoles françaises d'Athènes et de Rome ; p. 293).
- Le Franc (Erwann), "Une œuvre oubliée de Robert de Cotte en Bretagne: l'abbaye cistercienne Notre Dame de Prières à Billiers", Bulletin et mémoires de la Société polymathique du Morbihan", tome CXXXVIII, 2012, p. 435-467
- Charles Ponsonailhe, La maison de Robert de Cotte, p. 508-516, Réunion des sociétés savantes des départements à la Sorbonne. Section des beaux-arts, Ministère de l'instruction publique, 1901 (lire en ligne)
- Louis de Grandmaison, Essai d'armorial des artistes français. Lettres de noblesse. Preuves pour l'Ordre de Saint-Michel, p. 306-307, Réunion des sociétés savantes des départements à la Sorbonne. Section des beaux-arts, Ministère de l'instruction publique, 1903, 27e session (lire en ligne)
- Pierre Marcel, Inventaire des papiers manuscrits du cabinet de Robert de Cotte, premier architecte du roi, 1656-1735, et de Jules-Robert de Cotte, 1683-1767, conservés à la Bibliothèque nationale, Honoré Champion éditeur, Paris, 1906 (lire en ligne)